# Erodium hendrikii
Erodium hendrikii là một loài thực vật có hoa trong họ Mỏ hạc. Loài này được Alpinar mô tả khoa học đầu tiên năm 1994.